# Montiglio Monferrato
Montiglio Monferrato est une commune italienne de la province d'Asti, dans la région Piémont.

## Histoire
En 1613, durant la guerre de succession de Montferrat, Charles Emmanuel Ier de Savoie ordonna au comte de Saint George de conduire son armée à Asti, où il se rendit lui-même, dans l'intention de châtier les habitants du Montferrat qu'il occupait encore et dont la révolte devenait générale. 

À cet effet, une colonne savoyarde attaqua le village de Montiglio, fortifié par un triple retranchement. Après un combat opiniâtre, les Savoyards prirent d'assaut le village, qui fut traité avec la dernière vigueur. Le château, craignant un pareil sort, ouvrit ses portes.

## Culture
- Pieve San Lorenzo

## Administration
| Période                                  | Période | Identité | Étiquette | Qualité |
| ---------------------------------------- | ------- | -------- | --------- | ------- |
|                                          |         |          |           |         |
| Les données manquantes sont à compléter. |         |          |           |         |

### Communes limitrophes
Cocconato, Cunico, Murisengo, Piovà Massaia, Robella, Montechiaro d'Asti, Tonco, Villa San Secondo, Villadeati